# 菅原薫 (ジャーナリスト)
菅原 薫（すがはら かおる、1975年6月 - ）は、日本の報道記者、ニュースキャスター。日本テレビ報道局解説委員。

## 来歴
1975年6月生まれ。東京都出身。1998年日本テレビ入社。
主に報道局記者を務め、小泉政権発足以降、外務省・防衛庁担当を経て、主に官邸・自民党を取材。与党キャップののち首相官邸キャップとして、令和改元や新型コロナ緊急事態宣言などを経験。『真相報道 バンキシャ!』ディレクター、政治部デスク、BS日テレ「深層NEWS」キャスターなどを経て、解説委員を務めている。
防衛省ハラスメント防止対策有識者会議委員、人事院政策評価懇談会委員としても活動している。

## 人物
テレビの報道記者を志した理由として、湾岸戦争、細川政権誕生、阪神・淡路大震災、オウム真理教事件といった高校から大学時代にかけて相次いだ大事件を、インパクトのあるニュース映像で目の当たりにしたことがきっかけであると述べている。
学芸員資格あり。趣味は炭火焼き・オーディション番組鑑賞。
ワイン好きで、学生時代には夏休みにフランスに渡って、ブルゴーニュ大学でワインの勉強に打ち込んだ経験がある。

## 出演

### 現在
- DayDay. 水曜日レギュラー（月1回）[4]
- news every.[1]
- シューイチ[1]

### 過去
- 深層NEWS[1]